# Стропешин (Великопольське воєводство)
Стропешин (пол. Stropieszyn) — село в Польщі, у гміні Мицелін Каліського повіту Великопольського воєводства.
Населення — 363 особи (2011).
У 1975-1998 роках село належало до Каліського воєводства.

## Демографія
Демографічна структура станом на 31 березня 2011 року:
|          | Загалом | Допрацездатний вік | Працездатний вік | Постпрацездатний вік |
| -------- | ------- | ------------------ | ---------------- | -------------------- |
| Чоловіки | 170     | 36                 | 114              | 20                   |
| Жінки    | 193     | 44                 | 100              | 49                   |
| Разом    | 363     | 80                 | 214              | 69                   |